# Perimede (Tochter des Oineus)
Perimede (altgriechisch Περιμήδη Perimḗdē) ist in der griechischen Mythologie eines der sieben Kinder von Althaia und Oineus.
Pausanias erwähnt sie unter Berufung auf den Dichter Asios von Samos. Gemeinsam mit Phoinix soll sie demnach die Töchter Astypalaia und Europa haben. (Letztere wird von den meisten Autoren als Schwester des Phoinix und Tochter des Agenor und der Telephassa bezeichnet.)

## Quelle
- Pausanias, Beschreibung Griechenlands 7,4,1